# Tiruvalluvar-Statue (Kanyakumari)

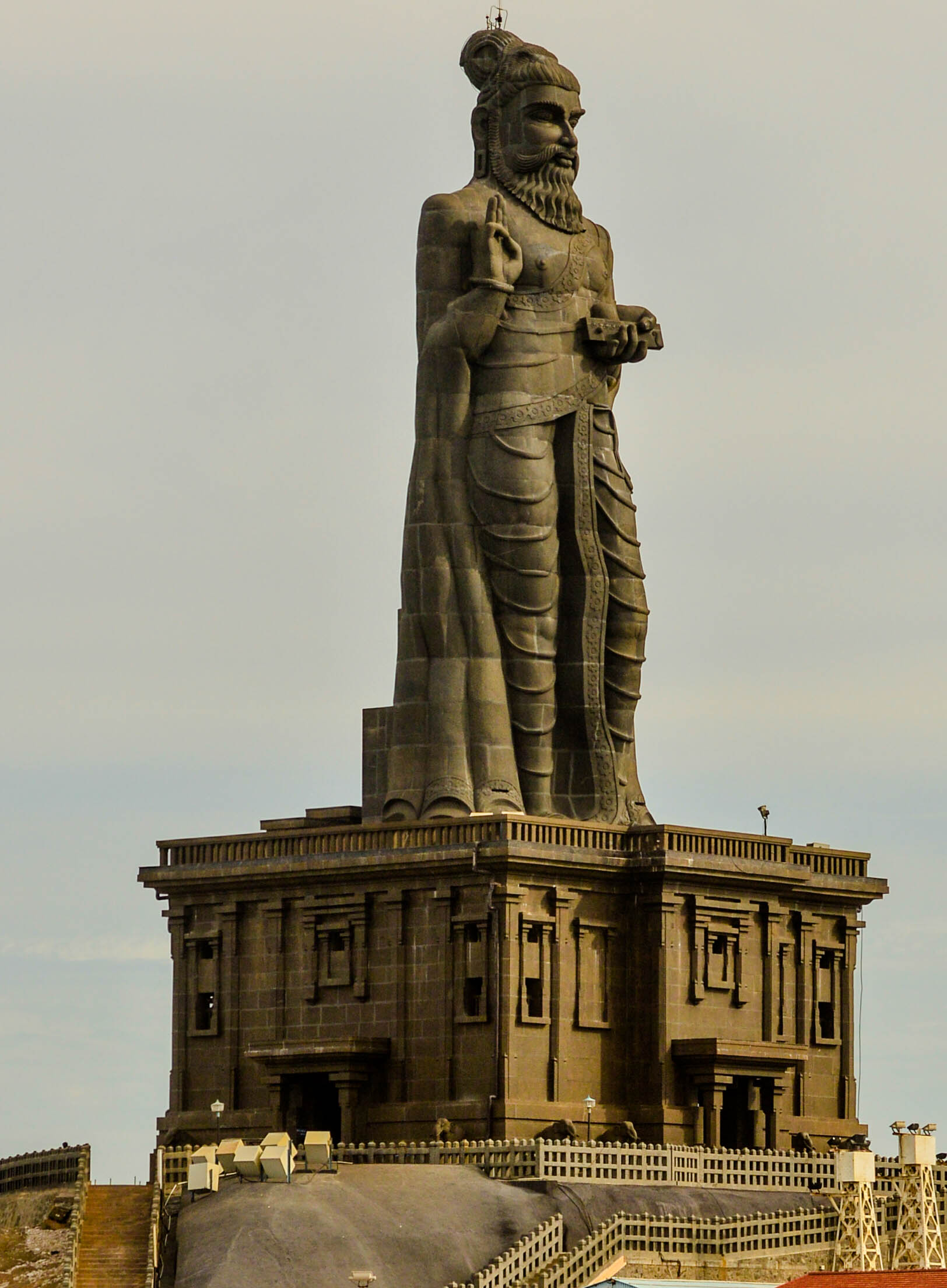
Die Tiruvalluvar-Statue

Die Tiruvalluvar-Statue ist eine 40,5 Meter hohe Monumentalstatue des tamilischen Dichters Tiruvalluvar (des Verfassers des Tirukkural) vor Kanyakumari am Kap Komorin, der Südspitze Indiens, im Bundesstaat Tamil Nadu.

## Baubeschreibung

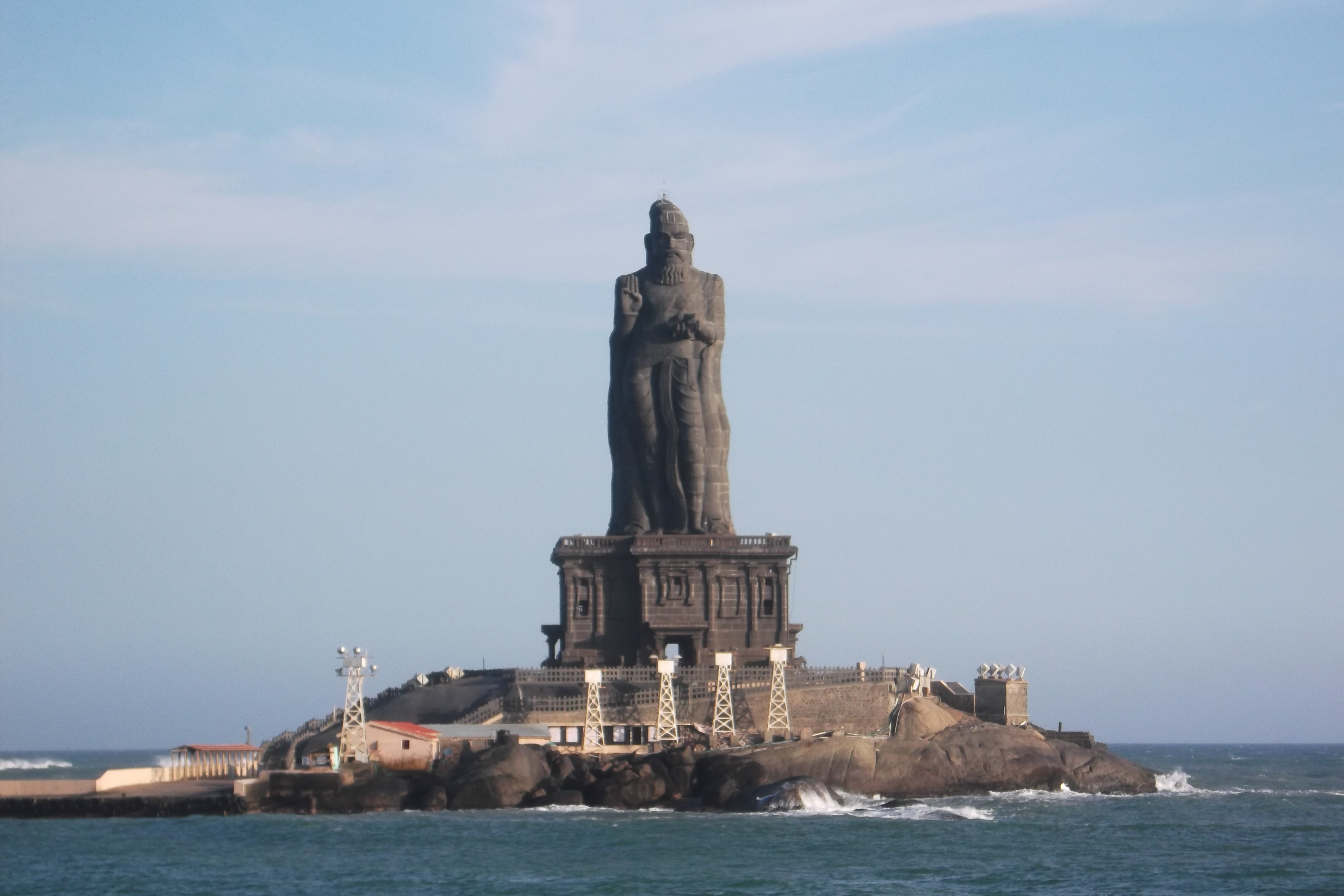
Die Tiruvalluvar-Statue (Fernansicht)

Die Tiruvalluvar-Statue wurde vom Bildhauer V. Ganapati Sthapati entworfen. Sie zeigt Tiruvalluvar in stehender Pose. Entsprechend der üblichen Tiruvalluvar-Ikonografie wird der Dichter als Weiser mit Bart und Haarknoten dargestellt. In seiner linken Hand hält er ein Palmblatt-Manuskript, die rechte Hand ist erhoben. Die nach oben weisenden drei mittleren Finger der rechten Hand symbolisieren die drei Bücher von Tiruvalluvars Tirukkural. Die Tiruvalluvar-Statue hat eine Höhe von 29 Metern (95 Fuß) und steht auf einem 11,5 Meter (38 Fuß) hohen Sockel. So ergibt sich eine Gesamthöhe des Denkmals von 40,5 Metern (133 Fuß), dessen Höhe für die 133 Kapitel des Tirukkural steht.
Die Tiruvalluvar-Statue liegt auf einer kleinen Felseninsel ca. 400 Meter vor Kanyakumari. Direkt neben dieser liegt eine zweite Insel mit dem Vivekananda-Felsendenkmal, einem Monument für den Hindu-Philosophen Vivekananda, der hier 1892 drei Tage meditierend verbrachte. Von Kanyakumari aus besteht eine Fährverbindung zur Tiruvalluvar-Statue.

## Entstehungsgeschichte

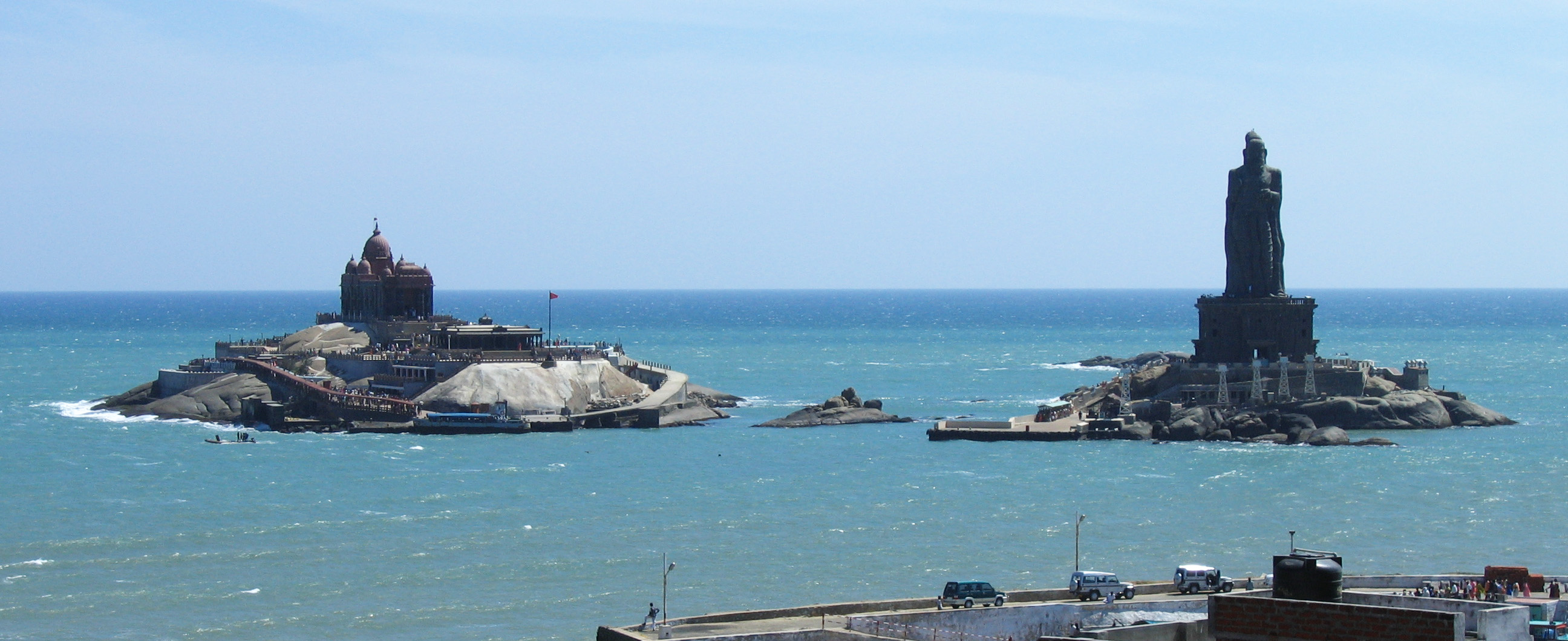
Tiruvalluvar-Statue und Vivekananda-Denkmal (links)

Die Tiruvalluvar-Statue ist ein Prestigeprojekt des Politikers M. Karunanidhi, des ehemaligen Chief Ministers von Tamil Nadu. Nachdem 1970 das Vivekananda-Denkmal vor Kanyakumari eingeweiht worden war, schien es Karunanidhi aus tamilisch-nationalistischen Gesichtspunkten unerträglich, dass mit Vivekananda einem Nordinder ein Denkmal vor der Südspitze Tamil Nadus gesetzt wurde. Daher beschloss die Regierung Tamil Nadus 1975, dem Dichter Tiruvalluvar ein noch größeres Denkmal vor Kanyakumari zu erbauen. Tiruvalluvar lebte wahrscheinlich im 5. oder 6. Jahrhundert und verfasste die belehrende Verssammlung Tirukkural, das unter den Tamilen ein hohes Ansehen genießt. Vor allem die DMK stilisierte Tiruvalluvar zu einer Ikone des tamilischen Kulturnationalismus. In M. Karunanidhis erste Regierungsperiode fällt auch der Bau eines weiteren großen Tiruvalluvar-Monuments, des Valluvar Kottam in Chennai.
Nachdem die Karunanidhi-Regierung 1976 abgesetzt wurde, legte der indische Premierminister Morarji Desai zwar 1979 den Grundstein für das Tiruvalluvar-Denkmal in Kanyakumari, das Projekt geriet aber ins Stocken. Nachdem Karunanidhi wieder ins Amt des Chief Ministers gewählt worden war, bewilligte er 1990 neue Gelder für das Statuenprojekt und die eigentliche Arbeit an der Statue begann. Am 19. Oktober 1999 wurde die Tiruvalluvar-Statue auf ihrem Sockel aufgestellt, am 1. Januar 2000 wurde sie schließlich feierlich enthüllt.